# Аеродром Малта
Међународни аеродром Малта (: , : ) (малт. Ajruport Internazzjonali ta' Malta) је једини јавни аеродром на Малти. Аеродром се налази 9 km јужно од главног града Ла Валете, а поред насеља Лука, по чему се аеродром неслужбено зове и „Лука”. Сходно острвском карактеру Малте, аеродром имао велики промет путника у односу на број становника - 2018. године ту је превезено преко 6 милиона путника. 
На аеродрому је седиште националне авио-компаније „Ер Малта”, а авио-чвориште је и за авио-компанију „Рајанер”.